# VR-Baureihe Dr16
Die Baureihe Dr16 sind vierachsige dieselelektrische Lokomotiven, die zwischen 1985 und 1992 von der Finnischen Staatsbahn (VR) beschafft wurde. Es wurden 23 Stück mit der Achsfolge Bo'Bo' gebaut. Sie sind derzeit (2017) die stärksten Diesellokomotiven der VR.

## Geschichte
Anfang der 1980er Jahre benötigte die Finnische Staatsbahn neue Lokomotiven, um die alternden Diesellokomotiven der Baureihen Dr12 und Dv12 zu ersetzen. Zu Versuchszwecken baute das Unternehmen in eine Dr12 einen größeren Motor ein und bezeichnete diese Lokomotive als Baureihe Dr15. Zudem wurde eine Dv12 modifiziert, um mit dieselelektrischen Antrieb statt mit Dieselmotoren zu fahren.
Aus den Versuchen entschied sich VR für eine völlig neue Lokomotive, den Typ M von Valmet, wobei Strömberg die elektrischen Komponenten bereitstellte. VR bestellte ursprünglich 23 Lokomotiven mit einer Option von 20 weiteren nach der Lieferung der ersten Serie.

## Prototypen
Es war ursprünglich geplant, zwei Loks als Prototypen zu bauen. Eine sollte mit einem Wärtsilä-Motor und die zweite mit dem Pielstick-Motor ausgerüstet werden.
Nachdem der erste Wärtsilä-Motor drei Tonnen zu schwer war, wurde der erste Prototyp am 22. April 1985 mit ein Pielstick-Motor ausgestattet. Nachdem sich die Fertigstellung des Wärtsilä-Motors weiter verzögerte, erhielt der zweite Prototyp ebenfalls einen Pielstick-Motor. Aufgrund dieser Probleme wurde die Anzahl der Prototypen im Januar 1986 auf vier erweitert.
Die Lokomotiven mit den Nummern 2801–2804 wurden zwischen 1985 und 1987 in Betrieb genommen, die beiden letztgenannten dann mit einem Wärtsilä-Motor. Am 13. März 1989 entschied VR, dass alle Lokomotiven mit Pielstick-Motoren gebaut werden. Die  beiden Prototypen behielten ihre Wärtsilä-Motoren, da die Umrüstung zu teuer gewesen wäre.

## Serie
Die Serienlokomotiven wurden zwischen 1990 und 1992 ausgeliefert. Die Hersteller hatten erwartet, dass eine größere Anzahl als Ersatz für alte Diesellokomotiven bestellt werden sollten. Durch den raschen Fortschritt bei der Elektrifizierung der finnischen Hauptstrecken wurde jedoch der Bedarf geringer, so dass keine weiteren Aufträge zustande kamen.
Die Lokomotiven wurden von Valmet Oy in Tampere (2801–2809) sowie von Transtech Oy in Otanmäki und Taivalkoski (2810–2823) gebaut.

## Technik
Die Lokomotiven besitzen einen etwas außermittig liegenden Mittelführerstand.
Ursprünglich sollten mit dem Wärtsilä Vaasa 8R22 finnische Motoren eingesetzt werden, aber nach den Versuchen mit den beiden Prototyp-Lokomotiven wurde der Motortyp in den französischen Pielstick 12PA4-V-200VG geändert. Diese Motoren leisteten ursprünglich 1.660 Kilowatt (2.230 PS), wurden jedoch 1997 auf eine Leistung von 1.500 Kilowatt (2.000 PS) gedrosselt, um die Haltbarkeit zu erhöhen.
Die zu dieser Zeit modernen Lokomotiven gehörten zu den ersten, die mit mikroprozessorgesteuerten GTO-Thyristor-Wechselrichtern Drehstrom-Asynchronmotoren betrieben. Die Daten zwischen der modular aufgebauten Konstruktion werden durch Glasfaserkabel übertragen.
Die maximale Geschwindigkeit beträgt 140 Kilometer pro Stunde. Für die Zugheizung liefert die Lokomotive 400 kW bei 1500 V.

## Einsatz
Die Dr16-Lokomotiven werden hauptsächlich im Schwerverkehr in Nordfinnland eingesetzt. Ihre Hauptaufgabe ist der Transport von Zügen auf der nicht elektrifizierten Strecke zwischen Kemi und Kolari in Lappland. Sie wurden auf der Strecke zwischen Oulu und Rovaniemi eingesetzt, bevor die Elektrifizierung der Strecke 2004 abgeschlossen wurde.

## Galerie

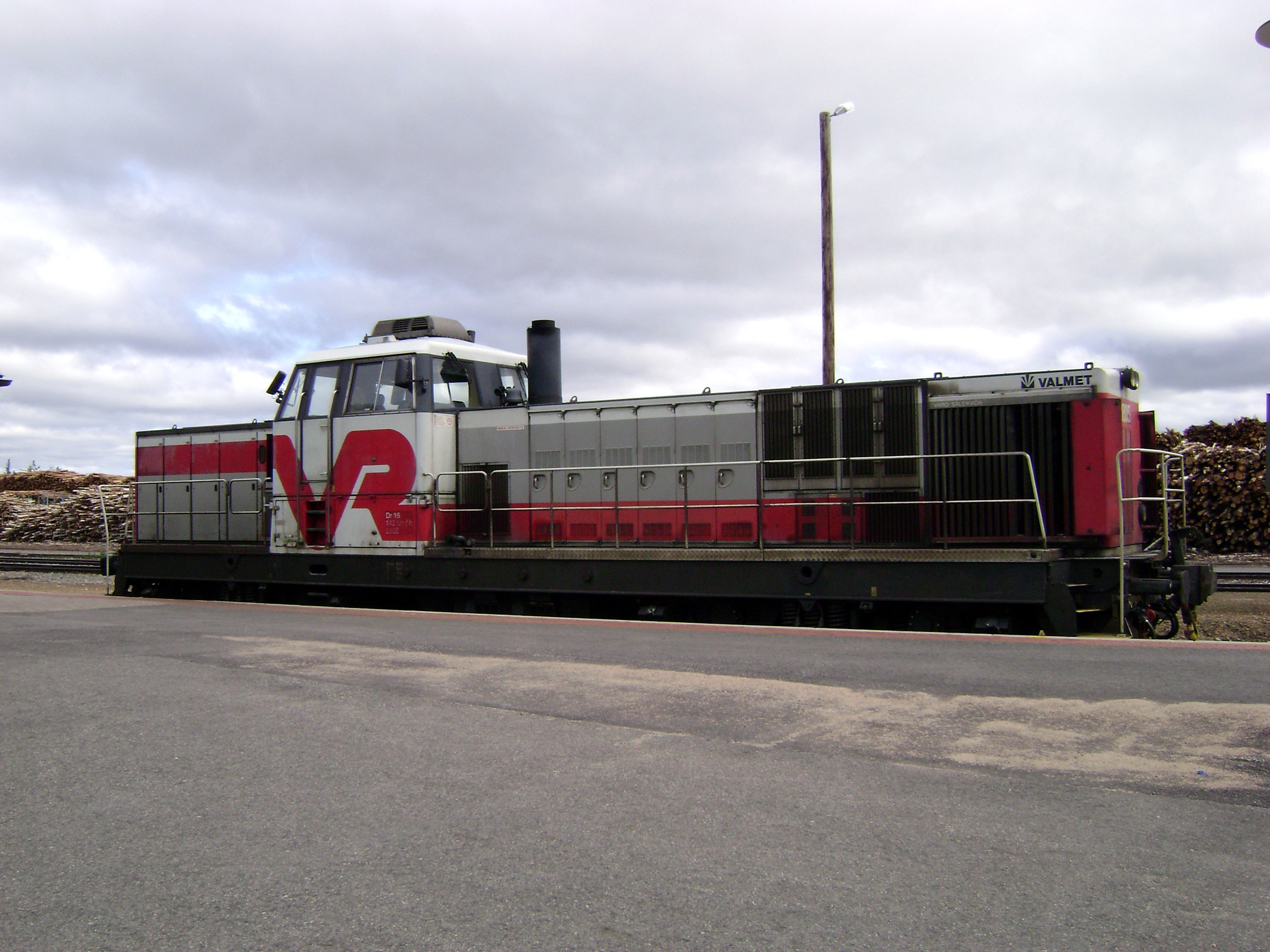
Dr16 2805 in Kolari
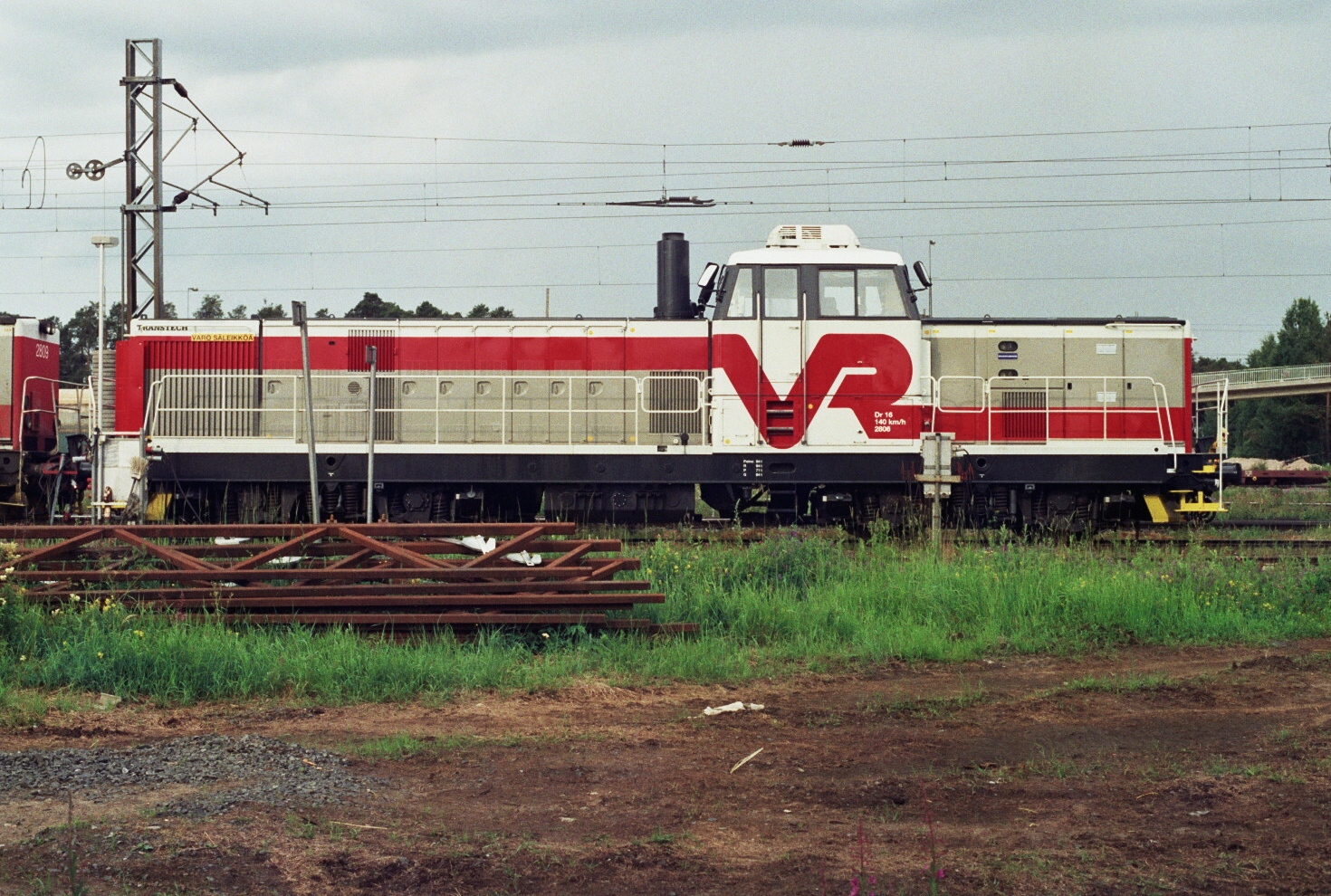
Dr16 2806 in Oulu
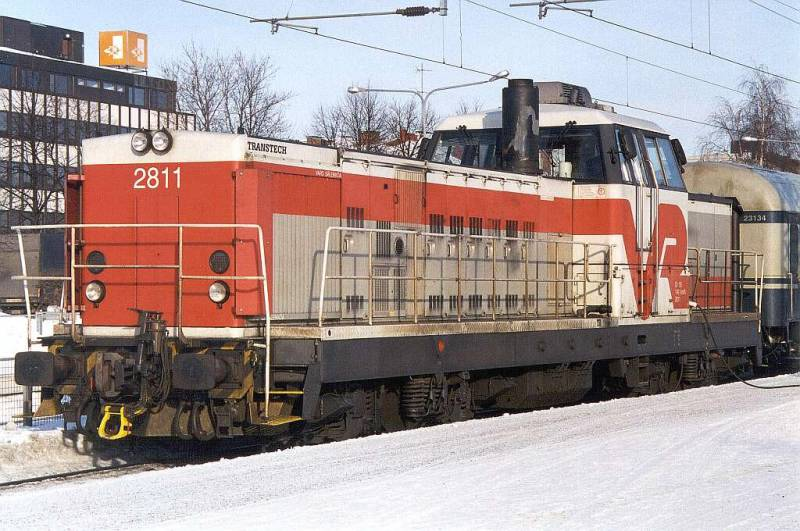
Dr16 2811 in Oulu

## Verbleib
Von den 23 gebauten Lokomotiven wurden fünf aus dem Dienst genommen. Dies waren alle Prototyp-Lokomotiven, von den die 2801 und 2803 am 20. Januar 2004, die 2804 am 30. November 2004 und die 2802 im Juli 2009 ausgemustert wurden.
Zudem wurde die Serienlokomotive 2814 am 9. Februar 2000 ausgemustert und anschließend verschrottet, nachdem sie auf einem Bahnübergang in der Nähe der Gemeinde Ii schwere Schäden erlitten hatte. Nach diesem Unfall wurde die Schienenräumer der Dr16 entsprechend der Empfehlung der Unfalluntersuchungsstelle neu gestaltet und verstärkt.
2014 wurden die Lokomotiven 2807 und 2808 außer Dienst gestellt.
2019 erfolgte die Verschrottung der Dr16 2807 und 2820.
Dr16 2805 fing am 31. März 2023 zwischen Sieppijärvi und Kolari Feuer. Die Lokomotive wurde außer Dienst gestellt und am 18. Mai 2023 nach Pieksämäki gebracht, wo sie ausgeschlachtet wurde.
Nachdem durch neu angelieferte Lokomotiven der Baureihe Dr19 einige Maschinen der Serie ab Ende 2023 überflüssig sind, sollen diese 2024 in gebrauchsfähigem Zustand verkauft werden.
Im Jahre 2024 schrieb VR Group die Lokomotive Dr16 2813 zum Verkauf aus. Der Preis betrug 96.000 Euro.
Am 12. Dezember 2024 standen Dr 16 2805, 2810, 2812, 2822 und 2823 abgestellt in der Maschinenwerkstatt Pieksämäki.